# Перший український полк ім. Холодного Яру
Перший український полк ім. Холодного Яру — військовий підрозділ, створений 27 липня 1941 року у Рівному з ініціативи ОУНР на виконання Акту про відновлення Української Держави як складова частина майбутньої Української Національно-Революційної Армії.

## Історія підрозділу

### Створення
Ще в середині липня у Рівному ОУН-Б вдалося організувати школу міліції, під егідою якої вони розпочали військову підготовку місцевих добровольців. На її базі 27 липня 1941 року було сформовано 1-й український полк ім. Холодного Яру в складі близько 1500 вояків. Структурно він складався з двох куренів по чотири сотні.
Командиром став член ОУН-Б, колишній полковник армії УНР Леонід Ступницький. При полку було створено власні господарчі підрозділи, включно з кравецькою і шевською майстернями. Власними силами вояки забезпечили себе відзнаками на кшталт тих, що були в ужитку в армії УНР.
Про деталі урочистостей в день створення можна дізнатися зі «Звіту проводу ОУН у Львові про свято української державності в Рівному 27 липня 1941 року»:
| Присутні 10 тисяч людей із Рівного і сімох районів давнього Рівенського повіту (Корець, Гоща, Межиріччя, Олександрія. Клевань, Ріне, Тучин), як і теж численні делегації від населення Полісся (Костопільщина і Деражне). Осередком Свята був Перший Курінь Українського Війська ім. Холодного Яру. Всі райони пройшли зорганізовано з оркестрами, прапорами й написами: ”Хай живе наш Вождь Бандера!”, “Боремося за Державу Володимира Великого!”, “Хай живе Одна Нероздільна Українську Держава!”. Під час Свята співав гарно хор із Городна, на переміну із трубними оркестрами, яких було на Святі аж вісім. В год. 10-й рано показалися на зруйнованих вулицях Рівного перші колони людей в гарних національних строях з районів; всі йшли в сторону площі Старого Замку.” |

### Переформатування
В серпні 1941 року частина перейшла у підпорядкування 5-го польового учбового полку Вермахту, як 365-й Східний учбовий батальйон. Батальйон став складатись з чотирьох рот (сотень) і кавалерійського ескадрону. В роти було призначені, крім українських старшин, німецькі шеф-командири в рангах лейтенантів і фельдфебелів. Взводи (чоти) і відділення (рої) залишились під командою українців. Батальйон став готувати кадри для німецьких антипартизанських підрозділів.
Згодом, у зв'язку із невизнанням Акту про відновлення Української Держави нацистським режимом та репресіями проти українських націоналістів, особовий склад зменшився до 450 чоловік та був поповнений місцевими жителями і військовополоненими різних національностей, в тому числі одну сотню повністю укомплектували білорусами й довели чисельність до 850 чоловік на січень 1942 року. Вояки займались охороною стратегічних об'єктів міста і супроводженням військовополонених на роботу.

### Розформування
У квітні 1942 року 2/3 особового складу дезертирувало і переважно приєдналось до УПА, після чого підрозділ було повністю розформовано. (Невеликий підрозділ поручника Кислиці, що залишився в Рівному, ще протягом року використовувався для охоронних цілей, після чого теж був розформований).